# The End of the F***ing World (sèrie)
The End of the F***ing World és una sèrie de televisió britànica de comèdia dramàtica fosca. Per crear-la, es van basar en una novel·la gràfica anomenada The End of the Fucking World, escrita per Charles S. Forsman. La primera part de la sèrie va constar de vuit episodis, i es va estrenar a Channel 4, al Regne Unit, el 24 d'octubre de l'any 2017; més endavant, es va estrenar la temporada completa a la plataforma All 4. The End of the F***ing World va ser llançada de manera exclusiva per Netflix a nivell internacional el 5 de gener de 2018. El 8 d'octubre de 2019, Netflix va anunciar la data de la segona temporada, que va estar disponible a la plataforma des del 5 de novembre de 2019 i consta també d'un total de 8 episodis.

## Trama
La sèrie segueix a James, un noi que es defineix a si mateix com a psicòpata. Un dia coneix a l'Alyssa, una noia que, fins i tot dit per si mateixa: «odia a tothom». Tant en James com l'Alyssa van al mateix institut i tenen una vida aparentment infeliç. l'Alyssa coneix a en James després de discutir amb les seves amigues, doncs una d'elles comença a xatejar amb ella pel telèfon mòbil mentre està asseguda enfront d'ella menjant. Això molesta molt a l'Alyssa, provocant que trenqui el seu telèfon i marxi; és allà quan s'atura enfront d'en James, en qui ja s'havia fixat abans, i decideix parlar-li. Tots dos marxen de l'institut junts i comencen una relació un tant estranya, però aparentment de parella. La personalitat d'en James atreu a l'Alyssa, mentre que en James no deixa de pensar en formes de matarla. James busca matar a un ésser humà, doncs ja havia experimentat l'assassinat de diversos animals i buscava un plaer major.
La parella comença una relació basada en estar junts, sense fer res més. Decideixen tenir una cita a casa d'en James, encara que els fins d'aquesta són molt diferents per a cadascun: James planeja matar-la amb un ganivet (un que sempre porta a sobre), mentre que l'Alyssa vol anar a passar temps amb ell. Quan aquesta anava de camí cap a casa d'en James, és retinguda per la seva mare, qui li demana que faci de cambrera en una festa que tenen a casa; l'Alyssa no pot fer una altra cosa que acceptar, sabent que això provocarà un retard en la seva cita. Finalment, aconsegueix acudir a la seva quedada després de discutir amb el seu padrastre. Quan es troba amb en James, ella li proposa fugir del poble i començar a viure a la seva manera, els dos sols. En James accepta, i tots dos fugen en el cotxe del pare d'en James.
Després de diversos esdeveniments, tots dos acaben en una casa que troben enmig del camp, que aparentment està desocupada, i decideixen passar-hi la nit. La parella s'instal·la mentre pensen cap a on anar a continuació. L'Alyssa proposa buscar el seu pare biològic, que l'havia abandonat quan només tenia 6 anys. La relació dels dos es deteriora, doncs en James no expressa cap tipus de sentiments cap a ella, fet que la fa enfadar. Després d'uns dies vivint allà, l'Alyssa coneix un noi amb el qual buscarà mantenir relacions sexuals i el porta a l'habitació principal. Quan comencen a enrotllar-se, decideix parar i fer-lo fora de casa, perquè sap que només ho fa per buscar una reacció d'en James. Ella es queda a l'habitació i dorm. Quan el noi se'n va, James troba unes fotografies i unes cintes de vídeo que es trobaven amagades, en les quals apareixen dones torturades i maltractades; s'adona que l'amo de la casa és un assassí en sèrie. Després de veure aquestes cintes, decideix guardar-les, encara que el pensament li segueix rondant el cap, i torna a pensar en com matar l'Alyssa. Decideix anar a l'habitació a matar-la mentre dorm, però quan arriba, s'adona que no vol fer-li mal, ja que la relació que està començant a tenir amb ella li recordava a la seva mare. Mentre en James mira com dorm, l'amo de la casa arriba. En James llisca ràpidament sota el llit, evitant que el vegi. Quan l'amo arriba al dormitori, troba adormida l'Alyssa, però no veu en James. L'Alyssa es desperta espantada, i l'home li pregunta que si està sola, al que ella respon amb un sí. En aquest moment, l'home canvia la seva expressió i intenta violar-la, mentre l'Alyssa comença a pregar per a que algú l'ajudi. Mentre forcegen, en James apareix com una ombra i clava el ganivet que portava al coll de l'home, i el mata instantàniament, salvant d'aquesta manera l'Alyssa.
Després de l'inesperat assassinat, tots dos decideixen fugir, no sense abans netejar qualsevol tipus de prova que pogués delatar-los i deixar al costat del cos les cintes i fotografies en les quals s'inculpava al mort de les múltiples agressions sexuals. En marxar-se, cremen la seva roba i emprenen un altre viatge. A causa de les paranoies que pateix l'Alyssa quan recorda el recent assassinat, no pot deixar de pensar que tothom la vigila i li proposa a en James un canvi d'aparença. Després del seu canvi d'aspecte, l'Alyssa comença a témer a en James per la fredor amb la qual va actuar, i en una de les parades que fan en un bar, l'abandona.
Mentre l'espera al bar, en James s'adona que no va sentir el plaer que ell s'esperava al matar a un ésser humà, i cau en la lògica que, si té remordiments sobre les seves accions, significa que no és un psicòpata. Per tant, decideix lliurar-se a la policia.
De manera paral·lela a aquests esdeveniments, la mare de l'assassinat arriba a la casa, trobant-se amb el seu fill mort a terra, juntament amb les proves que l'inculpaven dels delictes. Ella, intentant encobrir el seu difunt fill, es desfà de les proves; després telefona a la policia. Uns minuts més tard apareixen dos agents al domicili, que tenen una relació d'amor no resolta entre elles. Després de prendre declaracions al noi al que l'Alyssa va fer fora de la seva habitació, estàn segures que tant en James com l'Alyssa són sospitosos d'assassinat. La recerca seguirà en curs mentre que els protagonistes es dirigeixen a la casa del pare de l'Alyssa.
A mesura que van viatjant, tots dos protagonistes es van enamorant més profundament; per a en James, l'Alyssa és el viu record de la seva mare, mentre que per a l'Alyssa en James és el protector que mai va tenir dins la seva família. Finalment, la parella aconsegueix arribar a casa del pare de l'Alyssa, només per descobrir que fa anys que no viu allà. L'actual propietària de l'habitatge els dona una direcció on trobar-lo. En arribar, l'Alyssa es retroba amb el seu pare, un pseudo anarquista que es guanya la vida venent droga. James sospita d'ell i li demana a l'Alyssa de marxar quan abans millor.
Al mateix temps, les agents de policia parlen amb els pares dels nois, ja que havien trobat el ganivet de James al fons de la piscina de la casa de l'assassinat. Amb aquestes proves (i un vídeo de la parella atracant una gasolinera), decideixen anar a per ells, sabent que segurament han anat a buscar al pare de l'Alyssa. Les agents de policia mantenen una discussió entorn a la visió que tenen sobre els adolescents; per a una, només són uns nois que han sofert molt i se'ls hauria de tractar amb delicadesa, mentre que per a l'altra són uns simples assassins.
Després d'una xerrada amb una de les agents, la mare del difunt decideix lliurar-li les cintes de vídeo del seu fill, on se'l veu cometent diversos crims contra dones. Després de veure-les, es comença a contemplar la possibilitat que l'assassinat hagués sigut defensa pròpia.
Després de l'emissió del vídeo de l'atracament a la gasolinera, on es veuen implicats James i Alyssa, s'ofereix una gran recompensa per ells. Ell pare de l'Alyssa, que estava mirant la televisió en aquell moment, veu el comunicat. Ansiós per guanyar diners, decideix tendir-los un parany. En James i l'Alyssa, al descobrir la recent emissió i l'anunci d'una recompensa, decideixen escapar, però el seu pare els convenç per a que esperin, assegurant-los que no hi ha res a témer. En James s'adona que els està tendint un parany, doncs el veu telefonant a la policia mentre parlaven els tres. En James li pren el telèfon i confessa l'assassinat. En aquest moment, apareix en escena l'agent de policia comprensiva i els recomana que es lliurin, que l'homicidi involuntari pot beneficiar-los en un judici. L'Alyssa entra en una crisi nerviosa, i subjectant una escopeta, colpeja a la policia, deixant-la inconscient. Seguidament, surt amb James a l'exterior de la casa, i decideixen fugir a la platja a la recerca del vaixell vell del pare d'aquesta. Però al veure que el vehicle no arrenca i que la policia els està trepitjant els talons, en James decideix colpejar a l'Alyssa per dexar-la inconscient i evitar que sofreixi cap mal o la culpin d'algun dels fets, dels que ell es vol fer completament responsable.L'escena final es compon de l'Alyssa plorant i demanant a en James que torni, mentre se'l veu a ell corrents amb una escopeta a la mà. A l'últim segon, se sent un tret, deixant en suspens el final i acabant la temporada.

## Elenc i personatges

### Principals
- Alex Lawther com a James, un noi que es defineix a si mateix com a psicòpata; té 17 anys i a l'inici de la sèrie es converteix en l'interès amorós pertorbat d'Alyssa.[1]
  - També trobem a l'actor Jack Veal com a en James de jove.
- Jessica Barden com a l'Alyssa, també de 17 anys, rebel, inconformista i l'interès amorós d'en James.
  - També trobem a l'actriu Holly Beechey interpretant a una jove Alyssa.
- Gemma Whelan com a DC Eunice Noon, policia a càrrec de la recerca per l'assassinat de Clive Koch.
- Wunmi Mosaku com a DC Teri Donoghue, companya de recerca de l'Eunice Noon.
- Steve Oram com a Phil, l'afectuós pare d'en James.
- Christine Bottomley com a Gwen, la mare de l'Alyssa.
- Navin Chowdhry com a Tony, el padrastre abusiu de l'Alyssa.
- Barry Ward com a Leslie, el pare biològic de l'Alyssa, qui és un traficant de drogues.
- Naomi Ackie com a Bonnie, l'amor del difunt professor Clive Koch (a qui veurem a la temporada 2).

### Recurrents
- Kierston Wareing com a Debbie, la exnovia de Leslie, amb qui té un fill.
- Geoff Bell com a Martin, un home de família i assetjador que acompanya a l'Alyssa i a en James un tram en cotxe.
- Alex Sawyer com a Topher, el jove amb qui es troba l'Alyssa i intenta tenir sexe.
- Jonathan Aris com a Clive Koch, un professor, assetjador sexual i assassí en sèrie.
- Eileen Davies com a Flora, la mare d'en Clive.
- Earl Cave com a Frodo, un simpàtic jove, treballador de la gasolinera.
- Alex Beckett com a Jonno, un dels compradors de droga de Leslie.
- Leon Annor com a Emil, un imponent guàrdia de seguretat d'una botiga.
- Matt King com a DC Eddie Onslow.
- Kelly Harrison com a la mare morta d'en James.
- Zerina Imsirovic com a la mainadera d'Alyssa.
- Josh Dylan com a Todd, parella de lAlyssa (a la temporada 2).
- Alexandria Riley com a Leigh, la germana de la Gwen (a la temporada 2).
- Florence Bell com a Iggy (a la temporada 2).
- Tim Key com a gerent d'un motel (a la temporada 2).

## Episodis

### Temporada 1
Episodi 1
- Dirigit per: Jonathan Entwistle
- Escrit per: Charlie Covell
- Data de llançament original: 24 d'octubre del 2017.

En James té 17 anys i creu que és un psicòpata, ja que una vegada es va cremar intencionalment la seva mà en una fregidora, a més de matar animals des de que tenia 8 anys. A l'escola, es troba amb l'Alyssa, una companya rebel, i decideix que ella serà la seva pròxima víctima. Ell s'acosta a ella fingint interès romàntic i tots dos comencen a sortir. Quan l'Alyssa demana a en James de quedar l'endemà, ell comença a preparar el seu ganivet i calcula com la matarà. Quan ella arriba a la casa el dia següent, l'Alyssa li dona a conèixer el seu desig d'anar-se'n de la ciutat amb o sense ell. En James, pensant en que podria matar-la durant l'aventura, accepta la proposta.Després de copejar a la cara al seu pare, cosa que sempre ha volgut fer, roba el seu cotxe i comencen el seu viatge.
Episodi 2
- Dirigit per: Jonathan Entwistle
- Escrit per: Charlie Covell
- Data de llançament original: 24 d'octubre del 2017.

Amb la seva nova llibertat, l'Alyssa i en James es posen a menjar en un restaurant, del que hauran de fugir corrents al veure que no tenen diners. Després d'estavellar el seu cotxe, fan autoestop a la carretera, cridant l'atenció d'en Martin, un home de mitjana edat a qui l'Alyssa no pren amablement. Quan en James va al lavabo quan s'aturen a dinar, en Martin el segueix i li pregunta sobre la mà cremada, abans d'olorar-la i posar-la sobre la seva cama; en James és submís, malgrat el disgust cap a ell. L'Alyssa veu això i fa xantatge a en Martin perquè li doni la seva cartera, doncs sinó el denunciarà i explicarà el que acaba de fer. Després de reservar una habitació d'hotel, l'Alyssa va al bany i plora, mentre en James l'espera amb el ganivet a l'latre costat de la porta, vacil·lant. Finalemtn decideix no matar-la. L'Alyssa truca a casa i el seu padrastre Tony respon. Ell nega la seva sol·licitud de parlar amb la seva mare, Gwen, cosa que mostra el domini que ell exerceix sobre la seva mare. L'Alyssa pregunta a en James si la estima o simplement l'accepta; ell respon que realment la estima.
Episodi 3
- Dirigit per: Jonathan Entwistle
- Escrit per: Charlie Covell
- Data de llançament original: 24 d'octubre del 2017

Després de sortir de l'hotel, l'Alyssa es posiciona en contra de comprar bitllets de tren per anar a casa del seu pare, doncs es troba temorosa per si ell no la reconeix. La parella irromp a l'espaiosa i buida casa del professor Clive Koch. En un passeig, l'Alyssa es troba amb Topher, un noi de la zona, i el porta a la casa, anunciant venjativament a James que mantindrà relacions sexuals amb ell. Angoixat, es posa a investigar la casa, trobant un conjunt de Polaroids i una càmera de vídeo amb imatges de víctimes sent torturades, revelant a Koch com a un assassí en sèrie. Mentrestant, l'Alyssa atura a en Topher abans de poder arribar més lluny. Topher se'n va enutjat. Mentre l'Alyssa està adormida, en James intenta matar-la, però no pot perquè sap que, en el fons, se n'està enamorant. De cop, sent com Koch entra a la casa; en James s'amaga sota el llit, temerós de que el vegi. Quan Koch desperta a l'Alyssa i li pregunta si està sola, ella menteix i diu que si que ho està. Koch es torna malèvol, intentant violar-la. En James, veient el que ocorre, surt del seu amagatall i apunyala al professor al coll amb el seu ganivet, salvant a l'Alyssa.
Episodi 4
- Dirigit per: Jonathan Entwistle
- Escrit per: Charlie Covell
- Data de llançament original: 24 d'octubre del 2017

Després d'intentar sense èxit moure el cos de Koch fora de l'habitació, en James i l'Alyssa netegen meticulosament la casa per eliminar l'evidència de la seva estada. En James mostra a l'Alyssa les fotografies i el metratge que demostra els crims del professor, i decideixen deixar l'evidència al voltant del cadàver. Quan ella li pregunta sobre el ganivet, ell no respon. Unes hores més tard, quan ells ja han fugit, la mare de Koch, Flora, arriba a la casa i descobreix el cos; ella amaga les Polaroids que incriminen al seu fill. La policia, dirigida per les detectius Eunice Noon i Teri Donoghue, investiguen i després interroguen a Topher, qui revela la identitat i presència de l'Alyssa i en James a la casa. Decideixen presentar una sol·licitud d'avistaments de crims "que involucrin dos adolescents", a més d'afegir a l'Alyssa i a en James a la llista de Persones Desaparegudes. Tot i els intents d'en James, l'Alyssa es torna desconfiada d'ell a cause de la fredor a la hora de matar el professor, i decideix abandonar-lo en un bar. Ell comença a adonar-se de la creixent influència de les seves emocions. James decideix denunciar un assassinat a la policia, en adonar-se que no és un psicòpata, doncs s'arrepenteix dels seus actes.
Episodi 5
- Dirigit per: Jonathan Entwistle i Lucy Tcherniak
- Escrit per: Charlie Covell
- Data de llançament original: 24 d'octubre del 2017

A l'estació de policia, en James canvia d'opinió sobre denunciar l'assassinat de Koch; en canvi, descriu el suïcidi de la seva mare com l'"assassinat" al què es referia. La seva mare, Vanessa, es va suïcidar davant seu onze anys abans, conduint el seu automòbil fins un estany amb ella dins. En pensar en l'Alyssa, en James surt de l'estació de policia i torna al cafè on es van separar. Mentrestant, les agents Noon i Donoghue interroguen a en Phil sobre el seu fill, en James, i l'informen sobre el descobriment del seu automòbil abandonat. També confirma la inclusió d'Alyssa en els fets. Després interroguen a en Tony, el padrastre de l'Alyssa, que és força despreocupat i absort en si mateix. Paral·lelament, l'Alyssa és atrapada per Emil, un oficial de seguretat, mentre intentava robar roba interior neta, però finalment la deixa anar. Ella torna al cafè i troba a en James esperant. Encara que no tenen diners, tots dos es reconcilien i decideixen anar a buscar a en Leslie, el pare biòlogic de l'Alyssa. Mentrestant, la policia descobreix el ganivet de James al fons de la piscina de la casa de Koch.
Episodi 6
- Dirigit per: Lucy Tcherniak
- Escrit per: Charlie Covell
- Data de llançament original: 24 d'octubre del 2017

James aconsegueix robar un automòbil, i el duo comença a dirigir-se cap a la casa del pare de l'Alyssa. S'aturen a una benzinera per omplir la benzina. Quan Jocelyn, l'empleada de la benzinera, comença a sospitar que l'automòbil és robat i que no tenen diners, en James simula portar una arma per tancar-la al bany amb l'ajut del company de feina de Jocelyn, Frodo. No obstant, quan aquest vol unir-se a l'aventura, aprofiten quan distreu per córrer i fugir. Mentrestant, Noon i Donaghue pregunten a la Flora una altra vegada sobre Clive, aquesta vegada amb proves d'acusacions d'agressió sexual des de fa anys en contra. Ella rebutja les acusacions com a mentides i insisteix a totes dues per a què se'n vagin. Durant el camí cap a casa d'en Leslie, l'Alyssa truca a la Gwen, la seva mare, i li diu que mai tornarà a casa. A l'estació de policia, la Flora finalment cedeix i li entrega la càmera de vídeo a les agents. Quan l'agent Noon planteja el crim com a autodefensa en lloc d'assassinat, la seva companya i parella Donoghue s'hi oposa, argumentant que "un crim és un crim". En James i l'Alyssa finalment arriben a la casa mòbil d'en Leslie.
Episodi 7
- Dirigit per: Lucy Tcherniak
- Escrit per: Charlie Covell
- Data de llançament original: 24 d'octubre del 2017

Al trobar-se amb en Leslie, ell els revela que és un alcohòlic i un fumador, així com una persona no conforme a ell mateix. Mentre practiquen el llançament de ganivets a les estructures de fusta en una platja propera a la casa, tant en Leslie com en James decideixen anar a per una cervesa. Mentrestant, en Tony, la Gwen i en Phil veuen als seus fills a les imatges del canal CCTV i s'emocionen. Tant Donoghue com Noon ordenen que la policia esperi a l'antiga residència d'en Leslie, assumint que cap dels dos nois ha arribat. Un temps més tard, les agents es troben amb una antiga veïna d'en Leslie, qui declina haver vist a la parella o conèixer la ubicació d'en Leslie.
Episodi 8
- Dirigit per: Lucy Tcherniak
- Escrit per: Charlie Covell
- Data de llançament original: 24 d'octubre del 2017

A la platja, en algun moment després de l'episodi anterior, tant l'Alyssa com en James enterren el gos que en Leslie va atropellar, i seguidament, es besen apassionada i sincerament. Quan en James intenta anar més enllà, s'atura quan recorda els fets que van ocòrrer a casa d'en Koch i tots dos s'adormen a la platja. Al clarejar, en James escolta les queixes de l'Alyssa sobre en Leslie i ell li revela el suïcidi de la seva mare, tractant de connectar amb ella. Rumiant sobre la seva situació actual després d'un temps, decideixen prendre un vaixell, que és propietat d'en Leslie, i abandonar el país. Quan l'Alyssa i en James demanen a en Leslie les claus, ell aprofita i secretament truca al 911, dncs coneix la recompensa econòmica que li derà oferida per la captura dels dos adolescents. En James ho dedueix i apunta amb la pistola d'espurna a en Leslie, mentre que l'Alyssa apunyala al seu pare a la cama amb un ganivet. Al migdia, les agents troben la ubicació dels fugitius, i els tracten de convèncer per a què siguin arrestats voluntàriament per homicidi, mentre que en Leslie tracta de convèncer a l'Alyssa de permetre que en James sigui arrestat en lloc seu per protegir-la. Aprofitant la caòtica situació, l'Alyssa colpeja a l'agent Noon amb la pistola i aconsegueix que en Leslie li entegui les claus del seu vaixell. Sense comptar amb gaire temps i amb la policia apropant-se, en James decideix que es vol sacrificar pels dos, doncs segons ell ella no va fer res; així que tractant de mantenir Alyssa fora de perill, l'enderroca amb la pistola i corre per la platja, ignorant les trucades d'Alyssa per aturar-se. En els últims segons de l'escena, veiem com la policia corre darrere seu, i abans que la pantalla es torni negra, se sent un tret.

### Temporada 2
| N.º | Títol                    | Dirigit per      | Escrit per     | Data de llançament original |
| --- | ------------------------ | ---------------- | -------------- | --------------------------- |
| 9   | "Episode 1"/ "Episodi 1" | Lucy Forbes      | Charlie Covell | 4 de novembre del 2019      |
| 10  | "Episode 2"/ "Episodi 2" | Lucy Forbes      | Charlie Covell | 4 de novembre del 2019      |
| 11  | "Episode 3"/ "Episodi 3" | Lucy Forbes      | Charlie Covell | 4 de novembre del 2019      |
| 12  | "Episode 4"/ "Episodi 4" | Lucy Forbes      | Charlie Covell | 4 de novembre del 2019      |
| 13  | "Episode 5"/ "Episodi 5" | Destiny Ekaragha | Charlie Covell | 4 de novembre del 2019      |
| 14  | "Episode 6"/ "Episodi 6" | Destiny Ekaragha | Charlie Covell | 4 de novembre del 2019      |
| 15  | "Episode 7"/ "Episodi 7" | Destiny Ekaragha | Charlie Covell | 4 de novembre del 2019      |
| 16  | "Episode 8"/ "Episodi 8" | Destiny Ekaragha | Charlie Covell | 4 de novembre del 2019      |

## Recepció

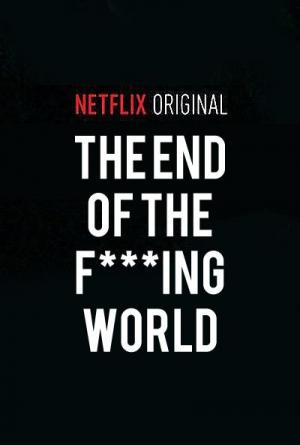
Pòster promocional

Actualment, la sèrie té una qualificació del 98 % a la pàgina web de Rotten Tomatoes, basada en 49 ressenyes crítiques i una acceptació del 90 % per part de l'audiència. A la pàgina de Metacritic se li va assignar una puntuació del 81 sobre 100, basada en 12 ressenyes crítiques i amb una nota de 9.1 obre 10 per part de l'audiència.
John Lynch, crític de la plataforma de Businness Insider, al gener del 2018 va escriure que la crítica estava enamorada de la nova sèrie de Netflix, i que fins i tot el seu director executiu la considerava una de les sèries originals més atractives i addictives que havia vist en un llarg temps. Daniel Fienberg, periodista i escritor del diari The Hollywood Reporter va lloar l'escriptura de la sèrie, els seus personatges, i la seva banda sonora, així com també va mostrar admiració per les actuacions tant de l'Alex Lawther com de la Jessica Barden, descrivint a la sèrie com a una «joia de la comèdia negra de vuit episodis d'importació britànica». Kelly Lawler, crítica de la plataforma USA Today, va qualificar la sèrie com d'«extravagant diversió», també lloant les actuacions de Lawther i de Barden, així com també el concepte surreal i la excel·lent execució de la sèrie.